# ノガーラ
ノガーラ（伊: Nogara）は、イタリア共和国ヴェネト州ヴェローナ県にある、人口約8,400人の基礎自治体（コムーネ）。

## 地理

### 位置・広がり

#### 隣接コムーネ
隣接するコムーネは以下の通り。
- エルベ
- ガッツォ・ヴェロネーゼ
- イーゾラ・デッラ・スカーラ
- サリッツォーレ
- サングイネット
- ソルガ

### 気候分類・地震分類
気候分類では、zona E, 2327 GGに分類される。
また、イタリアの地震リスク階級 (it) では、zona 3 (sismicità bassa) に分類される。

## 行政

### 分離集落
ノガーラには、以下の分離集落（フラツィオーネ）がある。
- Alberoni, Barabò, Boschetto, Brancon, Calcinaro, Campalano, Casella, Caselle, Crosara, Guglia, Montalto, Motta